# Pharsman I d'Ibèria
Pharsman I o Farasmanes I (Pharasmanes, Φαραδμάνης) dit el Gran, va ser rei d'Ibèria. Governava abans del 50 i fins després del 52 (vers 1 aC a 58 segons Toumanoff). Se l'identifica amb l'Adreki d'Ibèria de les cròniques georgianes, ja que els seus regnats semblen ser coincidents en el temps si bé podrien haver regnat dos reis diferents en un període de prop de 60 anys. A les fonts clàssiques l'esmenta Tàcit.
En data desconeguda Pharsman es va casar amb una princesa de la dinastia Artàxida, germana de Tigranes IV d'Armènia i de la reina Erato. Aquesta princesa li va donar tres fills: Mitridates o Mirdat, Ramist i Amazasp o Hamazasp.
L'any 34 els romans van demanar ajuda al rei d'Ibèria que anomenen Mitridates (una més probable identificació amb Adreki), contra el rei Àrsaces I d'Armènia, fill del rei dels parts, Artaban III. El rei va enviar un exèrcit sota el comandament del seu fill i hereu Pharsman que va ocupar Artàxata, la capital d'Armènia i va matar Àrsaces, posant al tron el seu propi germà Mitridates. El rei part envià el seu fill Orodes amb un exèrcit. Els georgians van demanar ajuda als albanesos i als sàrmates. A la batalla Pharsman va ferir mortalment a Orodes, i els parts es van desbandar, retirant-se del país. Mitridates tot i això va ser cridat a Roma per Cal·lígula i deposat pocs anys després (37), però després va ser restaurat per Claudi (41).
Quan Pharsman va arribar al tron d'Ibèria va voler dominar Armènia i el seu germà era un obstacle, car hi volia posar com a rei al seu propi fill i hereu Radamist (al que també volia allunyar perquè temia que li prengués el tron) al qual va enviar a Armènia per conspirar amb l'aristocràcia local per deposar el seu oncle. Quan l'aristocràcia va estar del seu costat va tornar a Ibèria, i amb un exèrcit va marxar contra el seu oncle Mitridates, que es va refugiar a la fortalesa de Garnis on hi havia una guarnició romana. Però el cap de la guarnició fou subornat i va obligar a Mitridates a parlamentar i en les converses va ser traïdorament capturat i després assassinat (any 51) i Radamist proclamat rei. L'any 52 va ser coronat i el procurador de Capadòcia Juli Peligne va assistir a l'acte. Però poc després les mesures del nou rei molestaren a l'aristocràcia que es va revoltar i el va assetjar al palau reial al mateix temps que l'exèrcit part del rei Vologès envaí Armènia. Radamist va ser expulsat i tornà amb el seu pare Pharsman (any 55), qui després el va fer matar per acontentar als romans i perquè en desconfiava. L'Albània, que era aliada d'Ibèria, va quedar sota la influència dels parts.
Toumanoff ha intentat identificar Pharsman amb Aderki, el regnat del qual va coincidir amb l'aparició de les primeres comunitats cristianes a Geòrgia i el viatge de jueus de Mtsekheta a Jerusalem on van aconseguir la Sagrada Túnica de Jesucrist que van portar a Ibèria. Segons les cròniques Aderki va dividir el regne entre els seus dos fills Bartom i Qartam. La identificació amb Pharsman suposaria que va repartir el regne entre Mitridates (Bartom) i Amazasp (Qartam), però aquesta divisió és contestada per alguns historiadors, ja que les fonts clàssiques només esmenten un únic rei.
La primavera del 58, Gneu Domici Corbuló, amb plens poders, va deixar a Síria les legions IV i Legió XII Fulminata al comandament de Cesti Gal i va entrar a l'Armènia des Capadòcia amb les legions III, VI i la Legió XV Apollinaris i va avançar vers Artàxata, mentre que Pharsman I d'Ibèria atacava pel nord, i Antíoc IV de Commagena, un altre client romà, atacava pel sud-oest. Després d'això Pharsman hauria mort i l'hauria succeït (només) el seu fill Mirdat o Mitridates